# Michal Stahel
Michal Stahel (slowakisch: Sťahel; * 13. August 1979 in Bratislava) ist ein slowakischer Cellist. Er ist auf historische Aufführungspraxis des 17. und 18. Jahrhunderts spezialisiert.

## Leben und Wirken
Michal Stahel wuchs in einer musikalischen Familie in Bratislava auf und erhielt im Alter von sechs Jahren ersten Cellounterricht. Ab 1991 wurde er am  Konservatorium Bratislava unterrichtet, wo er von 1993 bis 1999 die Celloklasse von Karol Filipovič besuchte. Nach dem Abitur belegte er bis 1999 ein Zusatzstudium in Pädagogik mit Lehrbefugnis. Anschließend studierte er bei Steven Doane am Royal College of Music in London, bei Valentin Erben an der Universität für Musik und darstellende Kunst Wien und bei Reimund Korupp an der Musikhochschule Mannheim, wo er sein Diplom „Künstlerische Ausbildung“ erhielt (Mag. art.). Nach einem Studium am Pariser Konservatorium bei Marc Coppey folgte ein Studienjahr an der Universität Prešov im Bereich Musikästhetik des 17. und 18. Jahrhunderts.
Als Solist konzertierte Stahel unter anderem mit dem Radiosymphonieorchester Wien, dem Portugiesischen Symphonieorchester, der Kammerphilharmonie Prag, der Slowakischen Philharmonie, dem Symphonieorchester des Slowakischen Rundfunks, der Staatlichen Philharmonie Košice, der Mährischen Philharmonie Olmütz, dem Kammerorchester Žilina und dem Bohdan Warchal Kammerorchester unter Dirigenten wie Andrew Parrott, Dennis Russell Davies, James Judd, Jiří Bělohlávek, Oliver von Dohnányi, Ronald Zollman, Bystrík Režucha, Charles Ansbacher und Jan Latham-Koenig.
Er spielte mehrere Uraufführungen und Erstaufführungen von Werken slowakischer Komponisten wie Ilja Zelenka, Pavol Malovec, Lucia Koňakovská sowie Werke von Vladimír Godár.

### Spezialisierung auf historische Aufführungspraxis
Seit 2006 arbeitet Stahel mit den slowakischen Ensembles für Alte Musik Solamente Naturali sowie Musica Aeterna, und konzentrierte sich zunehmend auf die historischer Aufführungspraxis. 2007 gründete er das Duo Speculatio sowie das Amaranth Ensemble mit einem Konzertrepertoire des 17. und 18. Jahrhunderts.
Er vertiefte seine Kenntnisse in diesem Fachbereich durch Teilnahme an Meisterklassen und Workshops unter anderem bei Reinhard Goebel, Lorenz Duftschmid, dem Klarinettisten Lorenzo Coppola und dem Barockcellisten und Musikwissenschaftler Marc Vanscheeuwijck. Zu seinen Partnern im Fachbereich der Alten Musik zählen u. a. Simon Standage, Amandine Beyer, Riccardo Minasi, Enrico Onofri, Miloš Valent, Peter Zajíček, Steven Stubbs, Skip Sempé und Václav Luks. Stahel tritt regelmäßig mit dem Freiburger Barockorchester, der Wiener Akademie, der Haydn Sinfonietta Wien, dem Ensemble 1756, Das Neue Orchester, Capriccio Stravagante, Spira mirabilis, Academia Montis Regalis, Collegium Marianum Prague, Musica Florea, Collegium 1704 und Solamente Naturali auf.

## Projekt „Wien 1720“
Stahel spielt ein Violoncello von Anton Posch (Wien, um 1720), das ihm 2008 von der Esterházy Stiftung Eisenstadt zur Verfügung gestellt wurde. Davon ausgehend entwickelte er das Konzert- und CD-Projekt „Wien 1720“ mit Kompositionen von in dieser Zeit in der Wiener Region lebenden und wirkenden Cellisten wie unter anderem Francesco Alborea, Giovanni Perroni, Francesco Supriano, Antonio Caldara sowie Giovanni und Antonio Bononcini.

## Preise, Auszeichnungen, Förderungen
- 1995: 1. Preis, Ludwig-van-Beethoven-Preis und Bohuslav-Martinů-Preis beim Internationalen Beethoven-Wettbewerb Hradec nad Moravicí, Tschechien
- 1997: 1. Preis beim Wettbewerb der Slowakischen Konservatorien[1]
- 1998: Finalist beim Internationalen Grand Prix Eurovision Young Musicians in Wien[1]
- 1999: Sieger beim Internationalen Wettbewerb „Talent roku“  (Talent des Jahres) in Prag[1]
- 2000: Finalist beim TIJI UNESCO (Internationale Tribüne junger Interpreten) in Lissabon
- Preis der Musikkritik beim Mitteleuropäischen Musikfestival für Konzertkunst in Žilina[1]
- 2004: Stipendium der französischen Regierung, Cité des Arts Paris[1]
- 2007: Stipendium der Solti Foundation[1]
- 2008/09: Stipendium der Academia Montis Regalis[1]

## Eigene Kompositionen (Auswahl)
- La folia. 7 Variationi per Violoncello solo (2011)
- Arpeggio in G minor. Praeludium for violoncello solo in scordatura (2012)
- A Song of Solitude for violoncello solo (2012)

## Diskografie (Auswahl)
- Lucia Koňakovská: Violončelo sólo 2005 (2006, Slowakischer Musikfonds)
- Johann Nepomuk Hummel: Klavierseptette auf historischen Instrumenten (2007, Brilliant Classics)
- „Solitude“. Werke für Violoncello solo von Domenico Gabrieli, Domenico Galli, Johann Sebastian Bach, Joseph M. C. Dall’Abaco, Francesco Paolo Supriano und Michal Stahel (2012, Pavlík Records; 2013, Gramola)